# Татяна Полякова
Татяна Полякова е руска писателка (авторка на криминални романи), в челната тройка на най-четените руски авторки.

## Биография и творчество
Преди да се захване с писане е работила като възпитател в детска градина. Написва първия си роман почти случайно, когато вижда колко много се търсят книгите джобен формат с меки корици. Първият ѝ роман се казва „Залог върху слабостта“. Авторка е на близо 50 книги. Романът „Тънко дело“ е преиздаван седем пъти и се снима филм по него. Омъжена, има 15-годишен син.
Напрегнатите сюжети, противоречивите характери и заплетените ситуации, с които героите трябва да се справят, са само малка част от творчеството на авторката. „Ако жените пожелаят“, „Невинни няма“, „Нейната малка тайна“, „Вкус на ледена целувка“, „Чудо невиждано“ и други са едни от най-разпространените, търсени и четени нейни творби. Общият тираж на книгите ѝ само в родната ѝ страна - Русия, надхвърля 15 милиона екземпляра. Татяна Полякова е една от най-успелите съвременни писателки, която се радва на многобройни почитатели от цял свят.

## Произведения

### Самостоятелни романи
- Деньги для киллера
- Ставка на слабость
- Тонкая штучка
- Я – ваши неприятности
- Строптивая мишень
- Как бы не так
- Ако жените пожелаят, Чего хочет женщина
- Сестрички не промах
- Черта с два!
- Невинные женские шалости
- Жестокий мир мужчин
- Отпетые плутовки
- Нейната малка тайна, Ее маленькая тайны
- Мой любимый киллер
- Моя любимая стерва
- Последнее слово за мной
- Чумовая дамочка
- Интим не предлагать
- Овечка в волчьей шкуре
- Барышня и хулиган
- У прокурора век не долог
- Мой друг Тарантино
- Чудо невиждано, Чудо в пушистых перьях
- Любовь очень зла
- Час пик для новобрачных
- Фитнес для красной шапочки
- Брудершафт с терминатором
- Милионерша търси запознанство, Миллионерша желает познакомиться (2002)
- Фуршет для одинокой дамы
- Амплуа девственницы
- Список донжуанов
- Ангел нового поколения
- Бочка но-шпы и ложка яда
- Мавр сделал свое дело
- Тень стрекозы
- Одна, но пагубная страсть
- Закон семи
- Сжигая за собой мосты
- Последняя любовь Самурая
- Невеста Калиостро
- 4 любовника и подруга
- Welcome в прошлое
- С чистого листа
- Мое второе я
- Уходи красиво
- Огонь, мерцающий в сосуде
- Она в моем сердце
- Найти, влюбиться и отомстить
- Тайна, покрытая мраком

### Серия „Фенька – Femme Fatale“
1. И буду век ему верна?
2. Единственная женщина на свете
3. Трижды до восхода солнца
4. Вся правда, вся ложь
5. Я смотрю на тебя издали

### Серия „Анфиса и Женька – сыщицы поневоле“
1. Капкан на спонсора
2. На дело со своим ментом
3. Охотницы за привидениями
4. Неопознанный ходячий объект
5. „Коламбия пикчерз“ представляет
6. Предчувствия её не обманули

### Серия „Ольга Рязанцева – дама для особых поручений“
1. Невинни няма, Всё в шоколаде
2. Вкус на ледена целувка, Вкус ледяного поцелуя
3. Эксклюзивный мачо
4. Большой секс в маленьком городе
5. Караоке для дамы с собачкой
6. Аста Ла Виста, беби!
7. Леди Феникс
8. Держи меня крепче
9. Человек, подаривший ей собаку
10. Новая жизнь не дается даром

### Серия „Одна против всех“
1. Ночь последнего дня
2. Та, что правит балом
3. Все точки над i
4. Один неверный шаг (2013)

### Серия „Изабелла Корн“
1. Испанская легенда
2. Неутолимая жажда

## Филмография
- 1999 – Тонкая штучка
- 2003 – Как бы не так
- 2004 – Строптивая мишень
- 2006 – Алмазы на десерт (по „Миллионерша желает познакомиться“)
- 2009 – Черта с два